# Don Lancaster
Donald E. Lancaster es un autor americano, inventor, escritor, ingeniero y pionero de los microordenadores.
Lancaster publicó artículos por aficionados a la electrónica en revistas populares en la década de 1970, como Popular Electronics, la más difundida en Estados Unidos en aquella época. También participó en otras revistas del género como: Dr. Dobb's Journal, de Jim Warren; 73 Magazine; la revista Byte, publicada inicialmente por el difunto Wayne Green; y la revista HR, publicada por Jim Fisk. Una historia de la época fue: Hackers: Heroes of the Computer Revolution Produjo y publicó proyectos de nivel de hobby documentados y serializados ocasionalmente en estas columnas de la revista, desarrollando la afición del lector regular, similar a las series de época de la Segunda Guerra Mundial, así como la serie de artículos Hardware Hacker.

## Proyectos profesionales
El primer proyecto importante y muy temprano que provocó la idea de que los usuarios finales podrían fabricar sus propios dispositivos informáticos era su proyecto de terminal "TV Typewriter ". Fue una prueba de concepto, que se componía principalmente de componentes discretos y circuitos integrados básicos, microprocesadores primitivos o controladores integrados a gran escala. De forma similar en aquella época, el Homebrew Computer Club, publicó su libro sobre emprendeduría técnica "The Incredible Secret Money Machine", y su "trabajo gemelo" en defensa del sistema de impresión a demanda, que se anticipó al negocio de impresión a demanda  de Lulu.com y Amazon basada en documentos finales en PDF preparados por el autor. Lulu.com también demostró el modelo de inventor combinando tecnologías emprendedoras, con su fundador, Bob Young que ya había iniciado con éxito Red Hat, la entidad de distribución de software informático Open Source, como lo hizo con Hardware Hacker.
Lancaster cumplió los pedidos para los libros llamados "Dead tree" con lo que ahora se conoce como técnica de impresión a la carta para varios libros (sin ISBN, porque eran creaciones de "guerrilla" que no podían pagar los gastos de entrar en la lista de "Books in Print '- el catálogo dominante de la época). Produjo estas impresiones a través del puerto de juegos de un Apple II transfiriendo el código PostScript a una impresora láser en vez de hacerlo desde un Macintosh ejecutando PageMaker. Ayudó a diseñar y fabricar el teclado del Apple I. Anteriormente ya tenía una licencia de radioaficionado (K3BYG). ).

## Obra[4]
- TTL Cookbook (Macmillan, May 1974). Paperback ISBN 0-672-21035-5
- RTL Cookbook (Sams, 1969). 5th printing (Sams, 1973) Paperback ISBN 0-672-20715-X
- TV Typewriter Cookbook (January 1976). ISBN 0-672-21313-3
- The Incredible Secret Money Machine (January 1978). ISBN 0-672-21562-4
- The Cheap Video Cookbook (Sams, May 1978). Paperback ISBN 0-672-21524-1
- Son of Cheap Video (January 1980). Paperback ISBN 0-672-21723-6
- CMOS Cookbook 1st (Sams, 1977). ISBN 0-672-21398-2, 2nd rev. (Butterworth-Heinemann, January 1997). ISBN 0-7506-9943-4
- The Hexadecimal Chronicles (January 1981). Paperback ISBN 0-672-21802-X
- Donativo Lancaster's Micro Cookbook (Sams, October 1982). Paperback ISBN 0-672-21828-3
- Asambley Cookbook for Apple II/IIE (Sams, July 1984). Paperback ISBN 0-672-22331-7
- Enhancing Your Apple II (January 1985). Paperback ISBN 0-672-21846-1
- Applewriter Cookbook (January 1986). Paperback ISBN 0-672-22460-7
- The Incredible Secret Money Machine II
- Enhancing Your Apple II y IIe ISBN 0-672-21822-4
- Book-On-Demand Resource Kit
- Lancaster's Active Filter Cookbook (Butterworth-Heinemann, August 1996). Paperback ISBN 0-7506-2986-X
- The Case Against Patentes : Selected Reprints from "Midnight Engineering" & "Nuts & Volts" Magazines (Synergetics Press, January 1996). Paperback ISBN 1-882193-71-7